# Comté de Montgomery (Tennessee)
Pour les articles homonymes, voir Comté de Montgomery.
Le comté de Montgomery est un comté de l'État du Tennessee, aux États-Unis. Au recensement des États-Unis de 2010, la population était de 172 331 habitants. Le chef-lieu est Clarksville. Le comté a été créé en 1796.

## Géographie
Le comté de Montgomery se trouve sur la ligne nord de l'État du Tennessee : sa frontière nord est contiguë à l'État du Kentucky. Le terrain vallonné est marqué par des drainages et largement couvert d'arbres. La rivière Cumberland traverse d'est en ouest la partie centrale inférieure du comté.
Le comté de Montgomery se trouve dans une région à la topographie karstique. Un système de grottes s'est ainsi formé et le parc d'État de Dunbar Cave en rassemble. Des restes de torches et d'artefacts ont été trouvés dans ces grottes, attestant un peuplement préhistorique (des paléoaméricains). Des glyphes indiens ont été trouvés sur des parois en 2005.

### Comtés adjacents

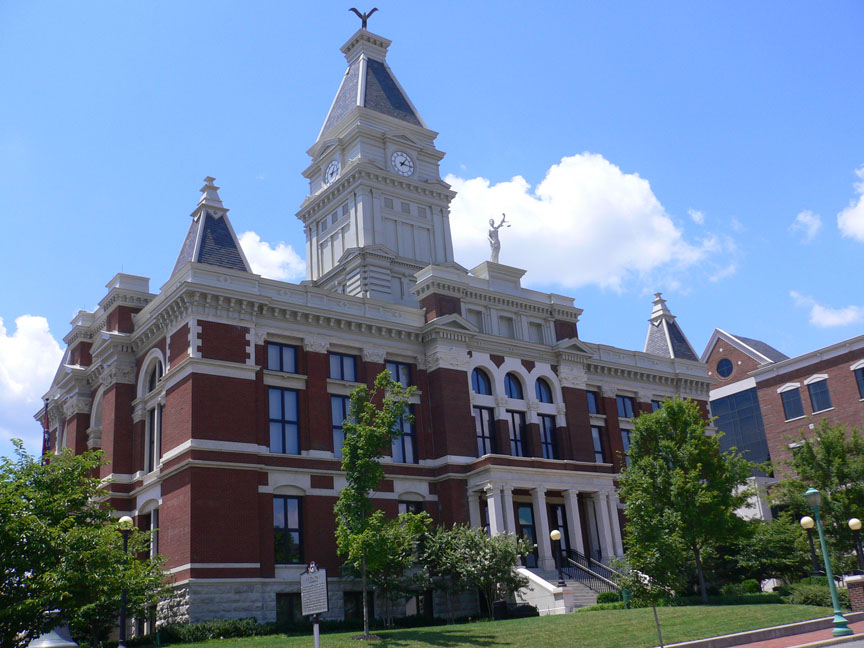
Palais de justice du comté de Montgomery à Clarksville.

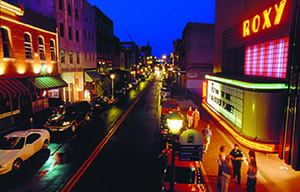
Centre de Clarksville.

- Comté de Christian, Kentucky - Nord-Ouest
- Comté de Todd, Kentucky - Nord-Est
- Comté de Robertson - Est
- Comté de Cheatham - Sud-Est
- Comté de Dickson - Sud
- Comté de Houston - Sud-Ouest
- Comté de Stewart - Ouest

### Aires protégées
- Zone naturelle d'État de Barnett's Woods
- Zone naturelle d'État de Dunbar Cave
- Parc d'État de Dunbar Cave
- Zone de gestion de la faune de Haynes Bottom
- Parc d'État de Port Royal (en  partie)
- Zone de gestion de la faune de Shelton Ferr

## Histoire
Le comté a été nommé d'après John Montgomery, un soldat de la guerre d'indépendance américaine et un des premiers colons qui a fondé la ville de Clarksville. L'histoire du comté est lié à celle de l'État du Tennessee, dont la création a été rendue possible par le cession en 1790 des terres de l'ouest par la Caroline du Nord au gouvernement fédéral afin de créer une nouvelle entité territoriale (alors désignée comme Territoire du Sud-Ouest ou Territoire au sud de la rivière Ohio et qui devient ensuite le Tennessee). Le Tennessee fut intégré à l’Union le 1er juin 1796, devenant le 16e État américain.
Le comté de Montgomery était le site de plusieurs mines de salpêtre (nitrate de potassium). Le salpêtre était alors un ingrédient de la poudre à canon. Des exploitations ont probablement eu lieu lors de la guerre de 1812 et lors de la guerre du Mexique de 1848. Il est également probable que des mines ont été en activité lors de la guerre de Sécession.

## Population
Selon les recensements décennaux, en 1810, le comté était peuplé par 8 000 personnes. Puis, par près de 17 000 personnes en 1840 et près de 30 000 en 1890. La croissance démographique est ainsi importante et continue pendant le XIXe siècle. Lors de la première moitié du XXe siècle, la population passe de 36 000 en 1900 à 33 000 en 1940. La croissance de la population reprend et s'accélère après la Seconde Guerre mondiale avec 44 000 personnes en 1950, 55 000 en 1960, 83 000 en 1980. Le XXIe siècle voit une croissance également très importante, de 134 000 personnes en 2000 à 172 000 en 2010.
|      | Parti Républicain | Parti démocrate | Autres     |
| ---- | ----------------- | --------------- | ---------- |
| 2020 | 54,9% 42 187      | 42,3% 32 472    | 2,7% 2 099 |
| 2016 | 56,1% 32 341      | 37,7% 21 699    | 6,2% 3 580 |
| 2012 | 54,3% 30 245      | 44,0% 24 499    | 1,8% 976   |
| 2008 | 53,3% 30 175      | 45,4% 25 716    | 1,3% 748   |
| 2004 | 58,4% 28 627      | 41,0% 20 070    | 0,6% 301   |
| 2000 | 50,3% 19 644      | 48,2% 18 818    | 1,5% 582   |
| 1996 | 45,0% 15 133      | 49,1% 16 498    | 5,9% 1 994 |